# Costi sub-additivi
I costi sub-additivi sono dei costi di produzione che possono essere smussati qualora vengano sfruttate sinergie produttive da individui che utilizzano gli stessi strumenti di produzione. 
Se prendiamo l'esempio degli artigiani che producono individualmente nel loro laboratorio avremo come costi di produzione la sommatoria dei costi sostenuti da ciascun individuo per produrre una quantità Q di prodotto o bene.
{\displaystyle \sum _{i=1}^{n}c_{i}\;(Q_{i})}
Questa formula significa che la quantità Q, prodotta dagli artigiani, ha come costi di produzione la sommatoria dei costi sostenuti da ciascun artigiano in funzione della quantità Q prodotta da ciascuno di loro.
Se i costi di produzione Ci sono sub-additivi, significa che gli artigiani riunendosi in un'unica organizzazione e utilizzando un unico impianto di produzione avranno una diminuzione dei costi di produzione.
{\displaystyle c\;(\sum _{i=1}^{n}Q_{i})\leq \sum _{i=1}^{n}c_{i}(Q_{i})}
Quindi se questa disuguaglianza viene verificata i costi sono sub-additivi.